# Dozești, Vâlcea
Dozești este un sat în comuna Fârtățești din județul Vâlcea, Oltenia, România.

## Date Istorice Selective
Satul Dozești, „moșie stăpânită de moșnenii ot tam deavalma pă cinci moșii", face parte din comuna Fârtățești, județul Vâlcea, regiunea Oltenia. Fostă comună, dar desființată abuziv în 1968, satul apare ca primă atestare documentară în anul 1715, când, în urma unor inventare ale hârtiilor lui Constantin Brâncoveanu la Brașov, între actele rămase, era și unul în care era vorba despre Dozești. Numele satului provine de la o veche familie venită pe aceste meleaguri numită „Dozescu”. De asemenea, în harta lui Schwantz, făcută între anii 1720 și 1723, se găsește în cuprinsul județului Vâlcea și satul „Dosești”, adică Dozești.
Într-un zapis din 1805, prin care diaconul Stanciu Diculescu vinde protopopului Hristea Diculescu, o țigancă, este amintit și de „popa Radu dela Dozești”
În anul 1839 sunt amintiți de asemenea slujitorii de la Biserica din Dozești: „popa Ioan sin diaconul Barbu Zugravu, popa Vasile sin popa Iancu, popa Matei sin Răducan, diaconul Ioan sin Preda Bâzoi, popa Ștefan sin Mihai Stănislav, diaconul Ioan sin Vladu Oia”
În anul 1833 era la una din bisericile din Dozești un preot hirotonisit la Dii(Vidin), însă nu se cunoaște numele acestui preot.
În anul 1831, satul Dozești avea 223 de familii, aparținea de „plaiul Cerna de Jos” și ca fostă comună avea în componența sa șapte cătune: Cățetu, Cuci, Zugravi, Dozești, Stănculești,Tanislavi și Fârtățești.
1. ↑  Giurescu C;  Dobrescu N. (1907). Documente și Regestre privitoare la Constantin Brâncoveanu. Tipografia Carol Gobl. p. 296.
2. ↑  Alexandrescu, C. (1893). dicționar geografic al județului Vâlcea.
3. ↑  Băcilă I.C. „Oltenia sub austrieci”. Arhivele Olteniei (nr.13): p. 235.
4. ↑  Bulat T.G. „Zapise privitoare la țigani”. Arhivele Olteniei (nr. 12): p. 150.
5. ↑  Arhiva Sfintei Episcopii Rm. Vâlcea, dosar 44/1838. p. 177.
6. ↑  Bulat T.G. (1940). „Popii de la Dii”. Renașterea: revista clerului din Oltenia (nr. 3): pag. 251.